# 陳宇琛
陳宇琛（英語：Sam Chan Yu Sam，1979年8月22日—），前香港無綫電視及香港電視演員，曾是無綫電視力捧的當家小生，後轉投香港電視網絡（HKTV），《叛逃》為其在無綫的告別作。香港電台第二台周日《愛有序》主持人。他的父親為藝人石修。

## 生平
在讀大學期間開始萌發加入娛樂圈的想法，於是在父親石修的引薦下加入了無線電視，在無線電視期間多次出演王心慰監製的電視劇。
陳宇琛開創自家品牌銀飾「LLazy Bonez」，並於2008年8月21日觀塘apm商場內舉行宣傳活動。
2016年，陳在英國向拍拖兩年的前有線電視主播林佑蔚（Camille）求婚成功。
2017年8月8日，在蘇格蘭愛丁堡Carlowrie Castle舉行古堡婚禮。婚禮後在手臂上紋下紋身，圖案看似一對在擁吻的骷髏頭，加上去年在約克大教堂求婚的地標，有till death do us part至死不渝之意。

## 電視

### 電視劇（無綫電視）
| 首播   | 劇名               | 角色                     |
| 2003年 | 當四葉草碰上劍尖時 | 關宇龍                   |
| 2004年 | 皆大歡喜           | 情侶                     |
| 2005年 | 甜孫爺爺           | 文逸清                   |
| 2005年 | 妙手仁心III        | 林清偉                   |
| 2005年 | 赤沙印記@四葉草.2  | 關宇龍（客串）           |
| 2005年 | 奇幻潮             | 歐陽逸（單元：重生校園） |
| 2006年 | 千謊百計           | 藍燁                     |
| 2007年 | 通天幹探           | 杜偉強（BT）             |
| 2007年 | 建築有情天         | 成大業（Don）            |
| 2008年 | 最美麗的第七天     | 石家榮（Dino）           |
| 2008年 | 法證先鋒II         | 譚家樂                   |
| 2009年 | 烈火雄心III        | 羅克明（黑仔明）         |
| 2010年 | 囧探查過界         | 張俊輝（Peter）          |
| 2011年 | Only You 只有您    | 志強                     |
| 2011年 | 真相               | 沈樂仁（Norman）         |
| 2012年 | 飛虎               | 楊少聰                   |
| 2014年 | 叛逃               | 丁宅東（Norman）         |

### 電視劇（香港電視網絡）
| 首播年份 | 劇名           | 角色             |
| 2015年   | 我阿媽係黑玫瑰 | 鍾樂山           |
| 2015年   | 導火新聞線     | 張一鳴（少年版） |
| 2015年   | 四年B班        | 蒲卓健           |
| 2015年   | 三面形醫       | 林司豪           |

### 電視劇（ViuTV）
| 首播   | 劇名              | 角色            |
| 2020年 | 男排女將          | 黃金（黃金SIR） |
| 2022年 | 野人老師          | David           |
| 2024年 | 飛黃騰達 (電視劇) | Benson          |

### 電視劇（其他）
| 首播   | 劇名                         | 角色 |
| 2009年 | 流金頌：大發明家（香港電台） | 金仔 |
| 2015年 | 我的老千生涯（網劇）         | 德子 |
| 2015年 | 監警有道2015（香港電台）     | 聰   |

### 綜藝節目
| 年份   | 節目                   |
| 2013年 | 星二代捱世界（第6集）  |
| 2015年 | 爆Talk（第5集嘉宾）    |
| 2022年 | 思家大战第二季（嘉宾） |

## 電影
| 年份   | 片名               | 角色           |
| 2003年 | 少年刀手           | 川             |
| 2004年 | 千機變II之花都大戰 |                |
| 2004年 | 誓不低頭           | 阿孝           |
| 2006年 | 龍虎門             | 天下無敵老祖宗 |
| 2015年 | 華麗上班族         | 銀行家         |
| 2016年 | S風暴              | 波文           |
| 2019年 | 同門義             | 文鋒           |
| 2019年 | 王牌霸王花         | 阿立           |
| 2022年 | 留聲               | 光仔爸爸       |
| 2025年 | 曾經擁有           | 阿炳           |

## 配音
| 年份   | 片名            | 角色 |
| 2016年 | 賞金獵人 (電影) | 李山 |

## 電台節目
| 頻道           | 節目                                  |
| 香港電台第二台 | 《愛有序》（周日14:00~16:00）<已停播> |

### 廣告
- 2015年：建造業議會 資深工人註冊安排
- 2015年：安老按揭計劃

### 音樂錄像
- 2021年：《特務肥姜2.0》（姜濤 Keung To x FatBoy）

## 曾獲獎項
- 獲得 2003年度萬千星輝賀台慶 本年度我最喜愛的拍檔（非戲劇組）：黎諾懿、李逸朗、李雨陽、陳宇琛（當四葉草碰上劍尖時）

## 外部連結
- 陳宇琛的Facebook專頁
- 陳宇琛的Instagram帳戶
- 陳宇琛在香港影庫上的簡介
- 陳宇琛–藝人錄 （页面存档备份，存于）